# Piletocera latalis
Piletocera latalis is een vlinder van de familie van de grasmotten (Crambidae). De wetenschappelijke naam van deze soort is voor het eerst voorgesteld als Desmia latalis door Francis Walker in een publicatie uit 1866.
De soort komt voor in Indonesië (Soela-archipel).